# Université de Belgrade
L'université de Belgrade (en serbe cyrillique : Универзитет у Београду ; en serbe latin : Univerzitet u Beogradu) est une université serbe située à Belgrade fondée en 1808.
Elle enseigne les sciences, techniques, ingénierie et mathématiques (STIM), les sciences humaines et sociales et la médecine.

## Histoire

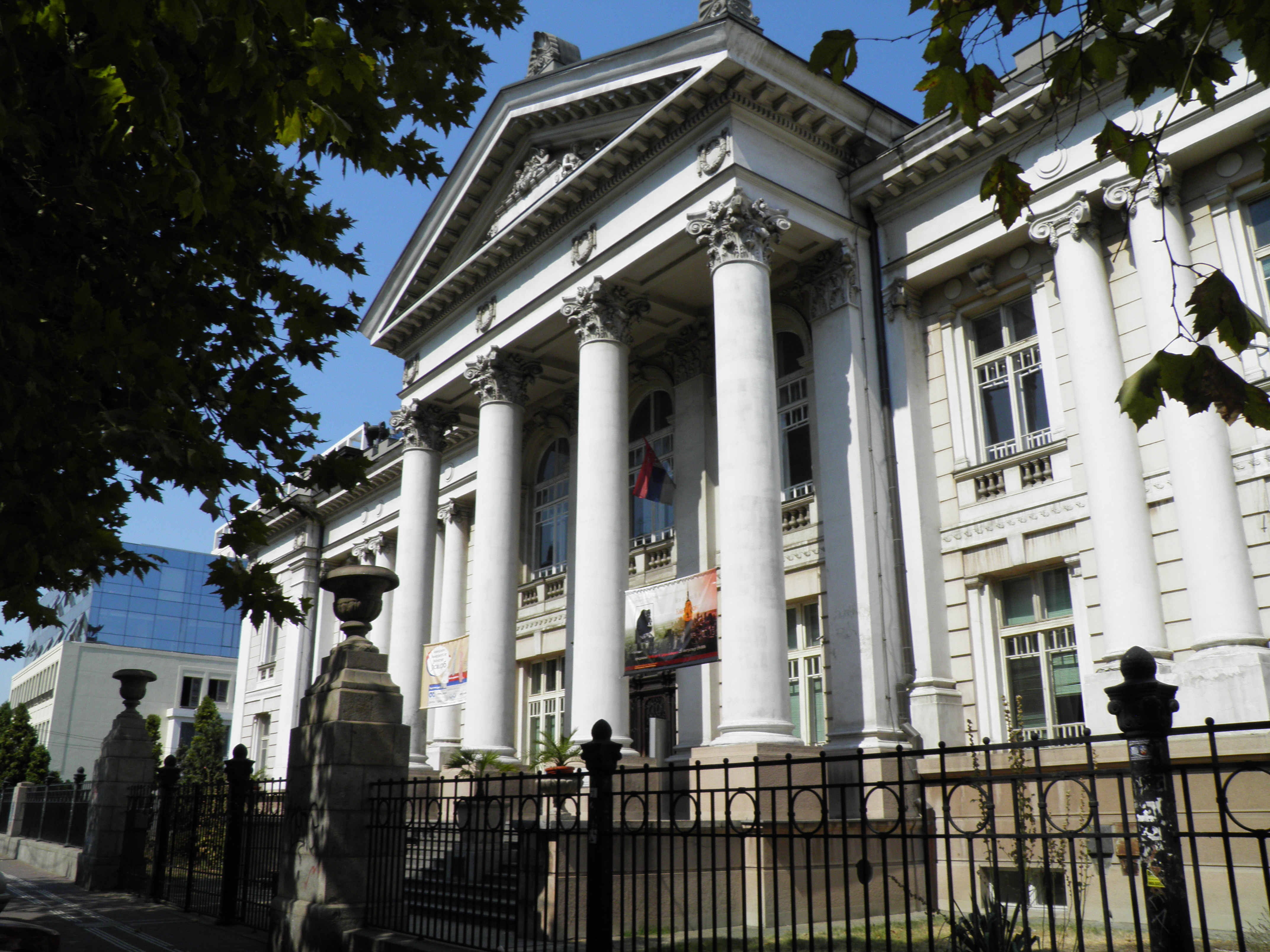
Le porche de la bibliothèque universitaire Svetozar Marković.

L'écrivain Dositej Obradović fonde la Haute École de Belgrade en 1808 au cours du soulèvement des Serbes contre les Ottomans. Elle devient université de Belgrade en 1905 par décret royal. Elle devient la première université du royaume de Serbie. Ses locaux se trouvent alors dans la résidence du capitaine Miša,.
À sa fondation, l'université compte trois facultés : la faculté de génie mécanique, la faculté de droit et la faculté de philosophie.
Elle accueille environ 90 000 étudiants, répartis dans 150 cursus, ainsi qu'environ 2 645 professeurs, ce qui en fait l'université la plus importante des Balkans.
Depuis sa création, 337 974 étudiants y ont obtenu une licence, 21 998 un master et 2 974 un doctorat.
En 2021, la rectrice de l'université, Ivanka Popović, est démise et remplacée par Vladan Đokić, jugé plus proche du pouvoir. Elle avait soutenu en 2019 des grèves visant à faire annuler la thèse du ministre des finances Siniša Mali pour plagiat.

## Organisation
Aujourd'hui, l'université de Belgrade compte 31 facultés (organisées en 4 groupes), 11 instituts de recherche, une bibliothèque de recherche et 7 centres universitaires.

### Facultés
| Groupe                                 | Faculté                                         | Adresse                        | Création            | Photographie |
| -------------------------------------- | ----------------------------------------------- | ------------------------------ | ------------------- | ------------ |
| Sciences sociales et sciences humaines | Faculté d'économie                              | 6 rue Kamenička                | 1937                |              |
| Sciences sociales et sciences humaines | Faculté de droit                                | 67 Bulevar kralja Aleksandra   | 1808                |              |
| Sciences sociales et sciences humaines | Faculté de théologie orthodoxe                  | 11b rue Mije Kovačevića        | 1920                |              |
| Sciences sociales et sciences humaines | Faculté de formation des maîtres                | 43 Narodnog fronta             | 1972                |              |
| Sciences sociales et sciences humaines | Faculté des études de sécurité                  | 50 rue Gospodara Vučića        | 1978                |              |
| Sciences sociales et sciences humaines | Faculté d'éducation spéciale et de réadaptation | 2 rue Visokog Stevana          | 1975                |              |
| Sciences sociales et sciences humaines | Faculté de sciences politiques                  | 165 rue Jove Ilića             | 1968 (1960)         |              |
| Sciences sociales et sciences humaines | Faculté d'éducation physique et sportive        | 156 rue Blagoja Parovića       | 1946                |              |
| Sciences sociales et sciences humaines | Faculté de philosophie                          | 18-20 rue Čika Ljubina         | 1838                |              |
| Sciences sociales et sciences humaines | Faculté de philologie                           | 3 Studentski trg               | 1960                |              |
| Sciences médicales                     | Faculté de médecine                             | 8 rue dr Subotića              | 1920                |              |
| Sciences médicales                     | Faculté de médecine dentaire                    | 8 rue dr Subotića              | 1948                |              |
| Sciences médicales                     | Faculté de médecine vétérinaire                 | 18 Bulevar oslobođenja         | 1936                |              |
| Sciences médicales                     | Faculté de pharmacie                            | 450 rue Vojvode Stepe          | 1939                |              |
| Sciences de la nature et mathématiques | Faculté de biologie                             | 3 Studentski trg               | 1853                |              |
| Sciences de la nature et mathématiques | Faculté de géographie                           | 3/III Studentski trg           | 1994 (1893)         |              |
| Sciences de la nature et mathématiques | Faculté de mathématiques                        | 16 Studentski trg              | 1873                |              |
| Sciences de la nature et mathématiques | Faculté de chimie physique                      | 12-16 Studentski trg           | 1990                |              |
| Sciences de la nature et mathématiques | Faculté de physique                             | 12 Studentski trg              | 1990                |              |
| Sciences de la nature et mathématiques | Faculté de chimie                               | 12-16 Studentski trg           | Fin des années 1980 |              |
| Technique et technologie               | Faculté d'architecture                          | 73 Bulevar kralja Aleksandra   | 1846                |              |
| Technique et technologie               | Faculté de génie civil                          | 73 Bulevar kralja Aleksandra   | 1846                |              |
| Technique et technologie               | Faculté de génie électrique                     | 73 Bulevar kralja Aleksandra   | 1948                |              |
| Technique et technologie               | Faculté de génie mécanique                      | 80 rue Kraljice Marije         | 1948                |              |
| Technique et technologie               | Faculté d'agriculture                           | 6 rue Nemanjina (Zemun)        | 1919                |              |
| Technique et technologie               | Faculté des mines et de géologie                | 7 rue Đušina                   | 1946                |              |
| Technique et technologie               | Faculté d'ingénierie des transports             | 305 Vojvode Stepe              | 1950                |              |
| Technique et technologie               | Faculté technique de Bor                        | 12 rue Vojske Jugoslavije, Bor | 1961                |              |
| Technique et technologie               | Faculté de technologie et de métallurgie        | 4 rue Karnegijeva              | 1948                |              |
| Technique et technologie               | Faculté des sciences de l'organisation          | 154 rue Jove Ilića             | 1971                |              |
| Technique et technologie               | Faculté de sylviculture                         | 1, rue Kneza Višeslava         | 1919                |              |

### Instituts de recherche
| Institut                                                | Adresse                        | Création | Photographie |
| ------------------------------------------------------- | ------------------------------ | -------- | ------------ |
| Institut de génie électrique Nikola Tesla               | 8a rue Koste Glavinića         | 1936     |              |
| Institut de recherches biologiques Siniša Stanković     | 142 Bulevar despota Stefana    | 1947     |              |
| Institut de recherches médicales                        | 4 rue Dr Subotića              |          |              |
| Institut de génétique moléculaire et de génie génétique | 444a Vojvode Stepe             | 1986     |              |
| Institut de recherches pluridisciplinaires              | 1 rue Kneza Višeslava          | 1970     |              |
| Institut des sciences nucléaires de Vinča               | 12-14 rue Mike Petrovića Alasa | 1948     |              |
| Institut d'énergie nucléaire appliquée (INEP)           | 31b rue Banatska (Zemun)       | 1959     |              |
| Institut de physique                                    | 118 rue Pregrevica (Zemun)     |          |              |
| Institut de philosophie et de théorie sociale           | 45 rue Kraljice Natalije       |          |              |
| Institut de chimie, de technologie et de métallurgie    | 12 rue Njegoševa               | 1961     |              |
| Institut Mihajlo Pupin                                  | 15 rue Volgina                 | 1946     |              |

## Faculté des mines et de géologie de l'université de Belgrade

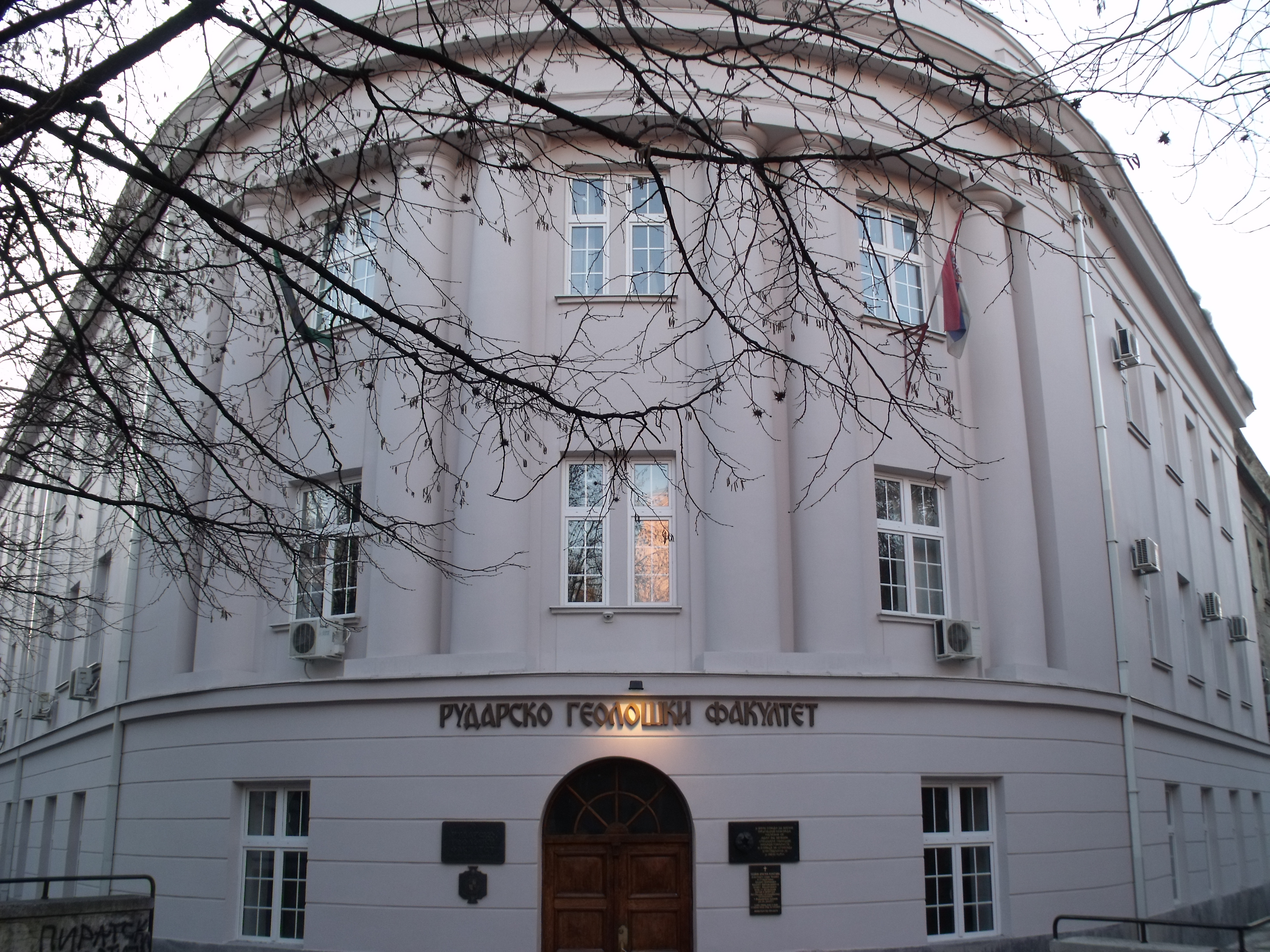
Le bâtiment de la faculté

La faculté des mines et de géologie de l'université de Belgrade (en serbe cyrillique : Рударско-геолошки факултет Универзитета у Београду ; en serbe latin : Rudarsko-geološki fakultet Univerziteta u Beogradu) est une faculté de l'Université de Belgrade.
Elle a été fondée en 1956.
En 2013, son doyen est le professeur Ivan Obradović.
Elle est divisée 2 sections (mines et géologie) qui abritent 23 départements, dont 4 départements généralistes,.

## Personnalités liées à l'université

### Professeurs
- Gaston Gravier (1886-1915) géographe spécialiste de la Serbie, inscrit au Panthéon parmi les 560 écrivains morts pour la France, professeur de français
- Zoran Maksimović (né en 1923), géologue, académicien ;
- Stevan Karamata (né en 1926), géologue, académicien ;
- Aleksandar Ivić (1949-2020), mathématicien, professeur à la faculté au Département de mathématiques appliquées, académicien[9].
- Božidar Popović (1913-1993), mathématicien, astronome et espérantiste serbe, y enseigne de 1968 à 1979.

### Étudiants
Nenad Bogdanović, Vladan Batić, Mirko Cvetković, Vojin Dimitrijević, Mlađan Dinkić, Srđan Dragojević, Diana Dragutinović, Vuk Drašković, Biserka Jevtimijević Drinjaković, Oliver Dulić, Kiro Gligorov, Dragan Jočić, Srgjan Kerim, Nikola Kljusev, Vojislav Koštunica, Nebojša Krstić, Laza Lazarević, Snežana Malović, Gordana Matković, Slobodan Milosavljević, Tomica Milosavljević, Radomir Naumov, Branislav Nušić, Miodrag Pavlović, Dušan Petrović, Goran Petrović, Božidar Popović, Srđan Srećković, Ivan Stambolić, Borisav Stanković, Boris Tadić, Ljubomir Tadić, Nevenka Tadić, Snežana Samardžić-Marković, Meša Selimović, Aleksandra Smiljanić, Stéphane Veljanovski, Zoran Živković.